# Agent Orange (stripreeks)
Agent Orange is een Nederlandse stripreeks gemaakt door tekenaar Erik Varekamp en scenarist Mick Peet over het leven van prins Bernhard van Lippe-Biesterfeld, de echtgenoot van koningin Juliana der Nederlanden.

## Inhoud en achtergrond
De vijf delen beslaan de jonge jaren van prins Bernhard, zijn huwelijk en de oorlogsjaren.
Buiten het stripverhaal bevatten de albums ook essays en afbeeldingen van niet eerder gepubliceerde documenten die bijvoorbeeld het lidmaatschap van prins Bernhard van de NSDAP aantonen. Historici als Gerard Aalders, Coen Hilbrink en Otto Spronk leverden hiervoor bijdragen.
Naast de serie is ook Het grote Prins Bernhard aankleedboek verschenen. Het model van de prins in ondergoed is de basis voor een scala aan historische uitdossingen zoals SS uniformen, galakostuums, sportkleding en andere tenue's waarin de prins is gezien, ingeleid door Yvo van Regteren Altena. Prins Bernhard bezat een aanzienlijke collectie militaire uniformen.

## Albums

### Hoofdreeks
1. De Jonge Jaren van Prins Bernhard (Amsterdam: Uitgeverij Van Praag, 2004 ISBN 904903201X)
2. Het Huwelijk van Prins Bernhard (Amsterdam: Uitgeverij Van Praag, 2006. ISBN 9049032044)
3. De Oorlogsjaren van Prins Bernhard I (Amsterdam: Uitgeverij Van Praag, 2008. ISBN 978-9049032074)
4. De Oorlogsjaren van Prins Bernhard II - De Stadhoudersbrief (Amsterdam: Uitgeverij Van Praag, 2010. ISBN 978-9049032098)
5. De Oorlogsjaren van Prins Bernhard III - De Affaire King Kong (Amsterdam: Uitgeverij Van Praag, 2012. ISBN 978-9049032128)

### Buiten de hoofdreeks
- Het grote Prins Bernhard aankleedboek (Amsterdam: Uitgeverij Van Praag, 2005. ISBN 9049032036)
- Agent Orange Omnibus - De vooroorlogse jaren van Prins Bernhard (Amsterdam: Uitgeverij Van Praag, 2012. ISBN 9789049032111)